# Consejo de Estado de Paraguay
El Consejo de Estado de Paraguay fue un organismo legislador consultivo que existió en dos ocasiones de la historia paraguaya, primero en 1844 hasta 1870, y por segunda vez en 1940 hasta 1992.

## Historia
La aparición del Consejo data de 1844 con la sanción de la Ley de "Administración Política de la República" presentada por Carlos Antonio López, en ella se presentaron los atributos del consejo siendo meramente un órgano de carácter dictaminante a los decretos y leyes presentadas por Congreso Nacional y el jefe de Estado.
Los miembros de este cuerpo se componía de:
- El Prelado Diocesano
- Dos jueces de la magistratura
- Tres ciudadanos de capacidad
- Los expresidentes de la República

Estos últimos eran los únicos miembros natos del consejo, los demás mencionados eran elegidos por el Supremo Poder Ejecutivo.
Los cargos de miembros no eran permanentes y se componían eventual o temporalmente cada vez que el presidente lo viera necesario, y recaía sobre el mismo la remoción o sustitución de los miembros, se elegía a un presidente interino de su seno y un secretario general que podría ser ajeno al consejo, generalmente al Obispo de Asunción le cupo ser el presidente interino.
Durante el siglo XIX el Consejo de Estado jugó un rol importante más que en la diplomacia, el poder ejecutivo consultaba a parecer del consejo los motivos de la presentación de declaración de guerra (que correspondía al congreso), pactar tratados internacionales con enviados de países extranjeros, la de conceder amnistías, ejercer la facultar de vetar leyes o decretos y el poder de convocar extraordinariamente al Congreso Nacional.
Al final de la guerra de la Triple Alianza en 1870, se promulgaba una nueva carta magna esta vez una más liberal en el mismo año desapareciendo la figura del consejo.
El órgano del Consejo de Estado vuelve a existir desde la promulgación de la Carta Política de 1940 llevada a cabo por el presidente José Félix Estigarribia, quién realizó un autogolpe de estado al asumir poderes extraordinarios y disolucionar el congreso nacional.
La carta política de ese año establecía una dominación del Poder Ejecutivo por demás de los otros poderes. Esta vez este Consejo existió hasta 1992 con la promulgación de la actual constitución de Paraguay.